# Henri Jean Humbert
Pour les articles homonymes, voir Humbert.
Henri Jean Humbert est un botaniste français, né le 24 janvier 1887 à Paris 4e et mort le 20 octobre 1967 à Bazemont.

## Biographie
Il fait ses études à Rennes où il obtient un baccalauréat en 1904, puis un certificat de sciences physiques, chimiques et naturelles en 1905. Il obtient sa licence ès sciences naturelles à Paris en 1909, puis un diplôme d’études supérieures de botanique en 1910.
Humbert voyage à Madagascar en 1912 avant d’obtenir en 1913 un poste d’assistant à la faculté de Clermont-Ferrand. Après la guerre, il obtient la chaire de botanique en 1919, puis assure l’enseignement de la botanique de 1920 à 1922 à l’Institut de chimie et de technologie industrielle.
Il part en 1922 à Alger, où il devient chef de travaux à la faculté des sciences. En 1931, il succède à Henry Lecomte (1856-1934) à la chaire de botanique du Muséum national d'histoire naturelle. Il entre à l’Académie des sciences en 1951 et prend sa retraite en 1957.
Humbert réalise de très nombreuses missions en Afrique, en Amérique du Sud et à Madagascar, notamment en compagne de l'ingénieur agronome Gilbert Cours-Darne avec lequel il publie en 1965 la « Carte de la végétation de Madagascar ». Il dirige notamment la publication de la Flore de Madagascar et des Comores à laquelle collabore divers botanistes, dont Joseph Marie Henry Alfred Perrier de la Bâthie (1873-1958) ou Henri Chermezon (1885-1939). Il dirige aussi la Flore générale de l'Indo-Chine. Il est l'un des fondateurs de la Station internationale de géobotanique méditerranéenne et alpine de Montpellier.
Il est président de la Société botanique de France de 1940 à 1944.

## Quelques publications
- Les Composées de Madagascar (imprimerie E. Lanier, Caen, 1923).
- Végétation du Grand Atlas Marocain oriental. Exploration botanique de l'Ari Ayachi (Alger, 1924).
- La Disparition des forêts à Madagascar (G. Doin, Paris, 1927).
- Une merveille de la nature à Madagascar. Première exploration botanique du massif du Marojejy et de ses satellites., vol. Série B, Biologie Végétale 6, Mémoires de l'Institut Scientifique de Madagascar, 1955, 1–210 p.

## Source
- Philippe Jaussaud & Édouard R. Brygoo, Du Jardin au Muséum en 516 biographies, Muséum national d’histoire naturelle de Paris, 2004, 630 p.